# Zofia Spiak
Zofia Spiak (ur. 1950) – polska agronom, dr hab. nauk rolniczych, profesor zwyczajny i kierownik Katedry Żywienia Roślin Wydziału Przyrodniczego i Technologicznego Uniwersytetu Przyrodniczego we Wrocławiu.

## Życiorys
Obroniła pracę doktorską, 27 czerwca 1994 habilitowała się na podstawie pracy zatytułowanej Badania nad określeniem szkodliwej dla roślin uprawnych zawartości cynku w glebach. 22 listopada 1999 nadano jej tytuł profesora w zakresie nauk rolniczych. Objęła funkcję profesora zwyczajnego i kierownika w Katedrze Żywienia Roślin na Wydziale Przyrodniczym i Technologicznym Uniwersytetu Przyrodniczego we Wrocławiu.
Była członkiem Komitetu Gleboznawstwa i Chemii Rolnej Polskiej Akademii Nauk.